# Pavel Sudoplatov
Pavel Anatoljevič Sudoplatov (rusky Па́вел Анато́льевич Судопла́тов; 7. červencejul./ 20. července 1907greg., Melitopol, Ruské impérium, dnes Ukrajina – 26. září 1996, Moskva, Rusko) byl sovětský generál a špion. Byl zapleten do vražd mnoha ruských disidentů, např. Lva Trockého.

## Životopis

### Mládí a kariéra
Narodil se v Melitopolu ruské matce a ukrajinskému otci. V roce 1921 byl přijat do Čeky, v roce 1927 se stal členem ukrajinské OGPU. V roce 1928 se oženil.
Roku 1933 se Sudoplatov přesunul do Moskvy. V roce 1938 na Stalinův přímý rozkaz osobně zavraždil ukrajinského nacionalistického vůdce Jevhena Konovalce tak, že mu dal krabici čokolád s nastraženou bombou. Poté odjel do Španělska, kde pracoval jako špion pro SSSR a pomáhal tamním partyzánům při občanské válce.
Na sklonku roku 1938 se Sudoplatov stal velitelem zahraniční rozvědky NKVD. Jen těsně unikl čistkám.
V roce 1941 řídil sabotážní činnost v týlu Němců. Roku 1942 se dostal do čela 4. správy NKVD, která měla za úkol organizovat sabotážní, partyzánskou a špionážní činnost.

### Zatčení, soud a vězení
Po smrti Stalina a pádu Lavrentije Beriji byl Sudoplatov 21. srpna 1953 zatčen. Dočasně byl uvězněn v pracovním táboře. Teprve roku 1958 začal jeho proces. Byl obviněn ze zločinů proti lidskosti a mimo jiné z účasti na provozu tajné laboratoře na výrobu jedů. Byl odsouzen na 15 let vězení. V roce 1968 byl propuštěn.

### Pozdější život
Po propuštění pracoval krátce jako překladatel a psal historické články o své práci během druhé světové války. V roce 1992 byl plně rehabilitován.